# Lilia Ignatova
Lilia Ignatova (en búlgaro, Лилия Игнатова) es una ex gimnasta rítmica, coreógrafa y entrenadora búlgara nacida en Sofía el 17 de mayo de 1965.
Fue una de las dominadoras y más apreciadas gimnastas a nivel mundial durante parte de la década de los años 80, al figurar repetidamente en los pódiums de campeonatos internacionales, pese a que no llegó a conseguir la medalla de oro en el concurso general de ningún Campeonato Mundial. Entre los títulos de campeonatos internacionales destacan sus seis victorias en la Copa Julieta Shismanova y la medalla de oro en el concurso general del campeonato de Europa de Florencia de 1986.

## Trayectoria

### Como gimnasta
Se formó en el club Levski. En el campeonato de Europa de 1980 de Ámsterdam, con 15 años, ya obtuvo la medalla de plata en el concurso completo, además de sendas medallas de oro en cinta y mazas, otra de plata en aro y la quinta plaza en cuerda. 
En el campeonato del mundo de Múnich de 1981 fue nuevamente medalla de plata en el concurso completo individual; de oro en las finales de aro y cuerda; de plata en mazas y cuarta en cinta. 
En el campeonato de Europa de 1982 de Stavanger fue medalla de oro en cinta, aunque solo pudo ser quinta en el concurso completo, mismo puesto que obtuvo en aro y cuerda y séptima en mazas. 
En 1983, en el campeonato del mundo de Estrasburgo, fue medalla de plata en el concurso completo, de oro en las finales de pelota y mazas, de bronce en aro y cuarta en cinta. 
En 1984, en el campeonato de Europa celebrado en Viena fue cuarta en el concurso completo, medalla de oro en la final de aro y de plata en la de pelota.
En 1985 participó en el campeonato del mundo de Valladolid donde fue nuevamente medalla de plata en el concurso general, de oro en mazas y pelota y de bronce en cuerda.
En el campeonato de Europa de 1986 de Florencia por fin consiguió la medalla de oro en el concurso completo y además otras dos medallas de oro en mazas y cuerda, además de una de plata en cinta.
Ha concurrido también en otras competiciones internacionales entre las que destacan varios triunfos en distintas ediciones de la Copa del Mundo de Gimnasia Rítmica.

### Como entrenadora
Tras su retirada de la competición, en 1986, se convirtió en entrenadora de gimnasia rítmica en el club Levski, donde algunas  de sus pupilas fueron Neli Atanasova, Yulia Baycheva y Branimira Markova. Después, en el año 2000, fundó su propio club, llamado Lili Sports. A partir de 2004 pasó a ser entrenadora del conjunto de Bulgaria para preparar los Juegos Olímpicos de Pekín 2008 pero en junio de 2007 presentó su dimisión y la entrenadora del conjunto pasó a ser Adriana Dunavska.

### Como coreógrafa
Por otra parte, en 2002, fundó una compañía de danza llamada Bulgarian Dream Dancers en cuyas coreografías convierte los aparatos de gimnasia rítmica en parte del espectáculo y los fusiona con el folclore tradicional búlgaro.